# 超然主義
超然主義（ちょうぜんしゅぎ）とは、外の動静には関与せず、超然（平然）として独自の立場を貫く主義のことである。一般的には、大日本帝国憲法発布後の帝国議会開設から大正時代初期頃までにおいて、内閣が採った立場を指し、内閣は議会・政党の意思に制約されず行動すべきという主張を言う。また、この主義を採る内閣を超然内閣と呼ぶ。

## 超然主義演説
超然主義は、第2代内閣総理大臣の黒田清隆が、大日本帝国憲法公布の翌日である1889年（明治22年）2月12日、鹿鳴館で催された午餐会（昼食会）の席上、地方官らを前にして行った、以下の演説（いわゆる「超然主義演説」）において表明された。
大日本帝国憲法起草を主導した伊藤博文も同様の主張を表明する演説を行った。
これに対して、伊藤以外の憲法起草のメンバーである井上毅・伊東巳代治・金子堅太郎らは批判的であった。すなわち、黒田・伊藤らの主張は「ビスマーク流の專制政治を我邦に施さんとする」ものであり、国務大臣は議会に対して責任を負うものではないものの、
- 「民の声は神の声なり」（＝天声人語）というホメロスの『オデュッセイア』にある言葉
- 「朕民の心を追つて朕の心とする」という禹王の故事
- 明治天皇が五箇条の御誓文において誓った「広く会議を興し、万機公論に決すべし」という言葉

を引いて、「天皇は國民の輿論を荷はない所の内閣を信任し玉ふ道理がない故に國務大臣の責任は法理上天皇に對して之を負ふと云ふも實は議會を通じて國民に對して負ふべき」ものであるとし、「輿論とは沒交渉で議會から不信任を受けても天皇の信任ある間は進退すべきではないと公言するは民の聲を以て神の聲とし、民の心を以て朕の心とすとの玉ふ名君を貶し、萬機公論に決すと宣へる聖旨を裏切る」ものであると主張した。

## 超然主義の脆さ
しかし、実際に帝国議会が開かれると「民党」と称された民権派の流れを汲む野党勢力が激しく抵抗した。黒田内閣による民党分裂工作と条約改正交渉の失敗、第1次山縣内閣による民党買収による予算案通過、第1次松方内閣による選挙干渉事件などが、却って議会の審議を停滞させたばかりでなく、一般国民の反発を買った。
実は、帝国憲法そのものが超然主義を前提に制定されたものでなかった。例えば、帝国憲法第71条においては、本予算（当初予算）が年度開始前までに成立しなかった場合には、前年度の予算がそのまま新年度予算として執行される規定があった。これは、政府予算が議会側によって人質に取られて妥協を強いられる事の無いようにという趣旨で、井上毅が提案したものであった。ところが、裏を返せばそれは前年度予算がそのまま実行された場合には、当時の日本にとっての喫緊の課題であった殖産興業や富国強兵政策のための新規事業が実施できなくなるという事も意味していた。このため、政府側は新規の政策のための予算を必要とする官庁や軍からの突き上げを受ける事になり、民党に対してポストや金で抱き込んででも予算案を通過させる必要性が出てきてしまったのである。また、親政府勢力と見られた温和派（吏党）も国粋主義色を強めるにつれて政府と対決姿勢を見せる事例も現れた。
こうした状況を見た伊藤博文は考えを改めて、超然主義を取って議会との対立を続けるよりも、自らが目指す近代国家の方向性を実現させるための政党結成に乗り出す事を考え、1900年（明治33年）に立憲政友会を旗揚げして、政府の内側から超然主義を否定する動きに出たのである。
その後も貴族院では、山県側近の清浦奎吾の研究会と平田東助の茶話会という2大会派が超然主義を奉じて、政党政治の排除の動きを行っていた。やがて、1924年（大正13年）に成立した清浦内閣は研究会を中心として、内閣総理大臣（前枢密院議長）と外務大臣（外交官）・陸軍大臣（現役武官）・海軍大臣（現役武官）以外を全て貴族院議員が占めるという文字通りの超然内閣を樹立させた（ただし、この内閣が間近に控えた総選挙の実施のための選挙管理内閣としての側面があった事に留意する必要がある。なお清浦本人も高橋内閣の退陣時に「憲政の常道にのっとり次の首相には野党党首の加藤高明はどうか」と元老に進言しており、必ずしも超然主義絶対の立場ではなかった）。この内閣は立憲政友会などの政党側のみならず一般国民からも反感を買い、第2次護憲運動によって倒された。大正デモクラシーの時流の中で時代遅れとなった超然主義に、存立の余地はなかったのである。

## 超然主義の再評価
従来、明治憲法体制をもっぱら専制的なものとして否定的にみる戦後史観を背景に、超然主義は明治政府の保守的専制的性格を表すものと受け止められるのが一般であった（ただし政府自身は一度も超然主義という言葉は使っていない）。しかし、伊藤の演説に明らかなように、私利私欲により「一部の臣民を代表する」党派性の超克を説くのが真意であり、薩長閥による永続的な日本支配は現実的でないとみて、藩閥政府自身の将来的な自己否定をも視野に入れたものであったとの見方も主張されている。
帝国議会の議員連合がしばしば何々「党」と名乗らず大政「会」などと名乗って党派性を避けつつ、個別の問題によってはかえって政府批判に回ったり、現代日本でもしばしば地方議会では国政政党とは異なる枠組みが採られるのも同様の考え方に立つと考えることができると主張される。

## 他の用例
旧制高等学校の中には、第四高等学校をはじめとして「超然主義」を標榜した学校がある。これは議会政治とは全く関係なく、「栄華の巷低く見て」という一高寮歌「嗚呼玉杯」の一節に代表されるように、超然主義の本来の意味に近いものである。